# La Magie du cosmos
La Magie du cosmos (sous-titré L'Espace, le Temps, la Réalité : tout est à repenser ; The Fabric of the Cosmos: Space, Time, and the Texture of Reality en version originale) est un livre de vulgarisation scientifique écrit par Brian Greene et publié en 2004. Il concerne notamment la physique théorique, la cosmologie et la théorie des cordes et essaie d'expliquer la nature du temps, de l'espace et de l'univers. C'est le deuxième ouvrage de son auteur, qui est professeur de physique et de mathématiques à l'université Columbia de New York.